# Amt Bad Wilsnack/Weisen
Urząd Bad Wilsnack/Weisen (niem. Amt Bad Wilsnack/Weisen) - urząd w Niemczech, leżący w kraju związkowym Brandenburgia, w powiecie Prignitz. Siedziba urzędu znajduje się w mieście Bad Wilsnack.
W skład urzędu wchodzi pięć gmin:
1. Bad Wilsnack
2. Breese
3. Legde/Quitzöbel
4. Rühstädt
5. Weisen